# Petra Kvitová
Petra Kvitová (pronunciado [ˈpɛtra ˈkvɪtovaː]; Bílovec, 8 de marzo de 1990) es una tenista profesional checa. Se convirtió en profesional en 2006 y ha ganado 30 títulos individuales, dos de los cuales son títulos de Grand Slam, el Campeonato de Wimbledon en 2011 y 2014. Ella también ganó una medalla de bronce en los Juegos Olímpicos de Río 2016. El 31 de octubre de 2011 llegó a la clasificación más alta en su carrera como n.º 2 del mundo y, a partir del 31 de agosto de 2020, ocupa el puesto n.º 12 del mundo según la Asociación de Tenis de Mujeres (WTA). Como tal, Kvitová es actualmente la segunda jugadora checa mejor clasificada.
Kvitová ganó notoriedad al derrotar a la jugadora n.º 1 de ese entonces, Dinara Sáfina, en la tercera ronda del US Open 2009. Esto fue seguido por su primera aparición en semifinales de un Grand Slam en el Campeonato de Wimbledon 2010, donde perdió ante Serena Williams, la eventual campeona. Luego, durante su gran temporada en 2011, Kvitová ganó su primer título de Grand Slam en Wimbledon, derrotando a María Sharápova en la final, convirtiéndose así en la primera jugadora de ambos sexos nacida en la década de 1990 en ganar un título de torneo de Grand Slam. También ganó el WTA Tour Championships, convirtiéndose así en la tercera jugadora en ganar el torneo en su debut, siendo los otros Serena Williams y Sharapova. Ella también participó en la victoria de la República Checa en la final de la Copa Fed ese mismo año. Fue el primer título de la Fed Cup de la República Checa como nación independiente y han ganado un total de seis veces con Kvitová en su equipo.
En 2012, Kvitová llegó a las semifinales del Abierto de Australia y de Roland Garros, y también fue coronado campeona de la US Open Series. Ese mismo año también ganó la Copa Hopman junto a Tomáš Berdych, que fue el segundo y más reciente título de la República Checa en dicha competición. En 2014, ganó su segundo y más reciente título de Grand Slam en Wimbledon, derrotando a Eugenie Bouchard en la final. En 2015, Kvitová logró la hazaña de llegar a los cuartos de final en los cuatro Grand Slams después de avanzar a su primer cuarto de final en el US Open, donde perdió ante la eventual campeona Flavia Pennetta. En 2016, ganó el WTA Elite Trophy en su primera aparición en el torneo, convirtiéndose así en la primera jugadora en ganar dos torneos de fin de año en su debut.

## Primeros años
Petra Kvitová es hija de Jiří Kvita, un maestro de escuela, y Pavla Kvitová. Nació en Bílovec, región de Moravia-Silesia, Checoslovaquia (ahora República Checa). Ella tiene dos hermanos mayores, Jiří, un ingeniero, y Libor, un maestro de escuela. Su padre Jiří la introdujo al tenis. Durante su infancia, admiró a la jugadora checa/estadounidense Martina Navratilova. Kvitová se entrenó en su ciudad natal de Fulnek hasta la edad de 16 años, y un instructor lo alentó a seguir una carrera profesional en el tenis. Fue entrenada por David Kotyza, también checo, desde noviembre de 2008 hasta enero de 2016.

## Carrera tenística

### 2008-2010: Inicios en su carrera
Kvitová comenzó el año 2008 venciendo a Anabel Medina en París, y a la ex n.º 1 del mundo, Venus Williams, en Memphis, alcanzando la segunda ronda de ambos torneos. Petra alcanzó la cuarta ronda de su primer Grand Slam, Roland Garros, perdiendo ante Kaia Kanepi en tres sets. Luego, jugó la clasificación para jugar el Torneo de Zúrich. En el cuadro principal avanzó a los cuartos de final y así logró situarse en el top 50 por primera vez.
Kvitová ganó su primer título en el 2009 en Hobart, derrotando a Alona Bondarenko, Anastasiya Pavliuchenkova, Virginie Razzano y Iveta Benešová. Después de sufrir derrotas consecutivas en primera ronda del Abierto de Australia, del Torneo de París, y de Dubái, alcanzó la tercera ronda de Indian Wells, perdiendo ante el eventual campeona Vera Zvonareva. La checa se retiró del Roland Garros debido a una lesión en el tobillo y pierde en primera ronda de Wimbledon. En el Abierto de EE. UU., derrotó a la entonces n.º 1 del mundo Dinara Safina en la tercera ronda en tres sets, antes de perder ante Yanina Wickmayer en cuarta ronda. En el Torneo de Linz, Kvitová alcanzó su segunda final del año, perdiendo en sets corridos ante Yanina Wickmayer.
La checa, en el 2010, llegó a las semifinales del Torneo de Memphis perdiendo ante la que sería campeona María Sharápova. Kvitova, llegó a las semifinales de Wimbledon, derrotando a Sorana Cirstea (primera ronda), Jie Zheng (segunda ronda), la sembrada n.º 14, Victoria Azarenka (tercera ronda), la sembrada n.º 3, Caroline Wozniacki (cuarta ronda) y a Kaia Kanepi (cuartos de final), antes de perder ante la entonces n.º 1 del mundo y defensora del título, Serena Williams por 6-7, 2-6. Con esa brillante participación, alcanzó el top 30 por primera vez. Después de Wimbledon, se rompió una mala racha de seis derrotas consecutivas, en el Abierto de EE. UU., cuando alcanzó la tercera ronda para perder ante la eventual campeona, Kim Clijsters.

### 2011: El gran avance
En 2011 Kvitová conquistó su primer título de Grand Slam, venció en la final de Wimbledon a la rusa María Sharápova por 6-3, 6-4.
En el Abierto de Australia cayó derrotada frente a la rusa Vera Zvonareva en cuartos de final por 2-6 4-6.
En Roland Garros perdió en cuarta ronda contra la china Li Na por 6-4 1-6 y 3-6.
No tuvo un buen Abierto de los Estados Unidos, perdiendo en primera ronda frente a la rumana Alexandra Dulgheru por 6-7 3-6.
En la Fed Cup 2011, Kvitová ganó sus dos partidos de primera ronda ante Dominika Cibulková y Daniela Hantuchová. En semifinales derrotó a Kirsten Flipkens y Yanina Wickmayer. En la final venció a Maria Kirilenko y Svetlana Kuznetsova, aportando dos puntos para el primer título de la República Checa en el certamen, y el primero desde que Checoslovaquia ganara en 1988.
También ganó las WTA finals en Estambul.

### 2012
A principios de 2012, Kvitova esperaba llegar a ser la n.º 1 del ranking mundial. Dijo que el logro de la posición "sería bueno", pero que su prioridad era mejorar su juego. Kvitova optó por no defender su título y los puntos de ranking en Brisbane, eligiendo participar en la Copa Hopman con Tomáš Berdych. La pareja ganó el título, derrotando a Francia en la final. Kvitova ganó todos sus partidos de individuales en el evento. Su siguiente torneo fue el Torneo de Sídney 2012, donde perdió en semifinales ante Li Na.
En el Abierto de Australia 2012, Kvitova entró como preclasificada n.º 2 y como máxima favorito al torneo y al n.º 1. En primera ronda, derrotó a Vera Dushevina por 6-2, 6-0. En segunda ronda sufriría para vencer a Carla Suárez Navarro por 6-2, 2-6, 6-4. En tercera ronda tuvo un encuentro fugaz ante María Kirilenko, ya que la rusa se retiró cuando el partido estaba 6-0, 1-0. En cuarta ronda le gana a Ana Ivanovic por 6-2, 7-6(2). En cuartos vence a Sara Errani por un doble 6-4, luego de estar 1-4 en el último set. En semifinales enfrentaría a María Sharápova en una lucha por ser finalista y n.º 1. La checa perdió ante la rusa, con un marcador final fue de 2-6, 6-3 y 4-6.
En la temporada de arcilla, Kvitová fue semifinalista en Stuttgart, donde perdió ante Sharápova. En Roland Garros fue derrotada nuevamente en semifinales por Sharápova con un marcador de 6-3 y 6-3.
La tenista perdió en cuartos de final de Wimbledon ante Serena Williams por 6-3 y 7-5. Un mes más tarde, llegó a cuartos de final en los Juegos Olímpicos de Londres 2012, siendo superada por Maria Kirilenko.
En el Masters de Canadá, Kvitová ganó ante Caroline Wozniacki en semifinales pero cayó en la final ante Na Li en tres sets. En Cincinnati perdió en semifinales ante Angelique Kerber. En New Haven, la tenista derrotó a Lucie Safarova y Sara Errani para alcanzar la final, donde perdió ante Maria Kirilenko por 7-5 y 7-5. En el Abierto de Estados Unidos quedó eliminada en octavos de final al caer ante Marion Bartoli.
La jugadora perdió el primer partido del WTA Tour Championships 2012 ante Agnieszka Radwanska, tras lo cual se retiró del certamen por un resfriado.
Por otra parte, Kvitová ganó cinco de seis partidos en la Fed Cup 2012, siendo su única derrota ante Ana Ivanovic en la final. Pese a ello, la selección checa ganó el título.

### 2013
En el Abierto de Australia 2013, Kvitová perdió en un partido maratoniano de segunda ronda ante la joven Laura Robson por 2-6, 6-3 y 11-9. En Doha perdió ante Serena Williams en cuartos de final. La tenista venció en Dubái a Ivanovic, Radwanska y Wozniacki para alcanzar la final, donde superó a Sara Errani en tres sets. Luego perdió en cuartos de final de Indian Wells y tercera ronda de Miami.
La checa perdió en la segunda ronda de Madrid ante  Daniela Hantuchova, y en Roma perdió en octavos de final ante Samantha Stosur. La temporada de tierra batida finalizó con una derrota en tercera ronda de Roland Garros ante Jamie Hampton.
Kvitová alcanzó cuartos de final de Wimbledon, donde perdió ante Kirsten Flipkens. En Canadá derrotó a Stosur en octavos de final, pero cayó ante Sorana Cirstea. La tenista perdió en octavos de final de Cincinnati ante Wozniacki. En New Haven alcanzó la final, donde perdió ante Simona Halep. En el Abierto de Estados Unidos perdió en tercera ronda ante Alison Riske.
En Tokio, la checa batió a Venus Williams en semifinales y a Angelique Kerber en la final. En Pekín ganó ante Errani y Li Na para alcanzar la final, tras lo cual cayó ante Jelena Jankovic.
En el WTA Tour Champiosnhips, Kvitová triunfó ante Radwanska y Kerber, en tanto que perdió ante Serena Williams. En semifinales quedó eliminada luego de ser derrotada por Na Li.
Por su parte, la tenista ganó ante Stosur y Gajdosova en la primera ronda de la Fed Cup 2013. En las semifinales perdió ante Roberta Vinci y derrotó a Errani, logrando el único punto de las checas ante las italianas.

### 2014
En el Abierto de Australia 2014, Kvitová perdió en primera ronda ante Luksika Kumkhum. En Doha cayó en cuartos de final ante Jankovic, y en Dubái perdió en octavos de final ante Carla Suárez Navarro. La tenista perdió nuevamente en octavos de final en Indian Wells, esta vez ante Dominika Cibulkova. En Miami ganó ante Ivanovic en octavos de final, pero fue derrotada en cuartos de final por Sharápova.
La checa alcanzó las semifinales del Masters de Madrid luego de que Serena Williams se retirara por problemas musculares, tras lo cual perdió ante Simona Halep. En Roland Garros perdió en tercera ronda ante Svetlana Kuznetsova.
La tenista logró victorias en Wimbledon ante Venus Williams y Lucie Safarova para llegar a la final, donde triunfó ante Eugenie Bouchard con un marcador de 6-3 y 6-0. En Canadá perdió en octavos de final ante Yekaterina Makarova y en Cincinnati en segunda ronda cayó ante Elina Svitolina.
Kvitová ganó el torneo de New Haven, donde derrotó a Makarova y Stosur. Sin embargo, perdió en la tercera ronda del Abierto de Estados Unidos ante Aleksandra Krunic.

En la temporada asiática, Kvitová triunfó en Wuhan tras derrotar a Bouchard en la final. En Beijing superó a Shuai Peng, Venus Williams, Vinci y Storur, pero en la final perdió ante Sharápova. En las finales de la WTA, triunfó ante Sharapova por 6-3 y 6-2, pero fue derrotada por Radwanska y Wozniacki, por lo que no llegó a semifinales.

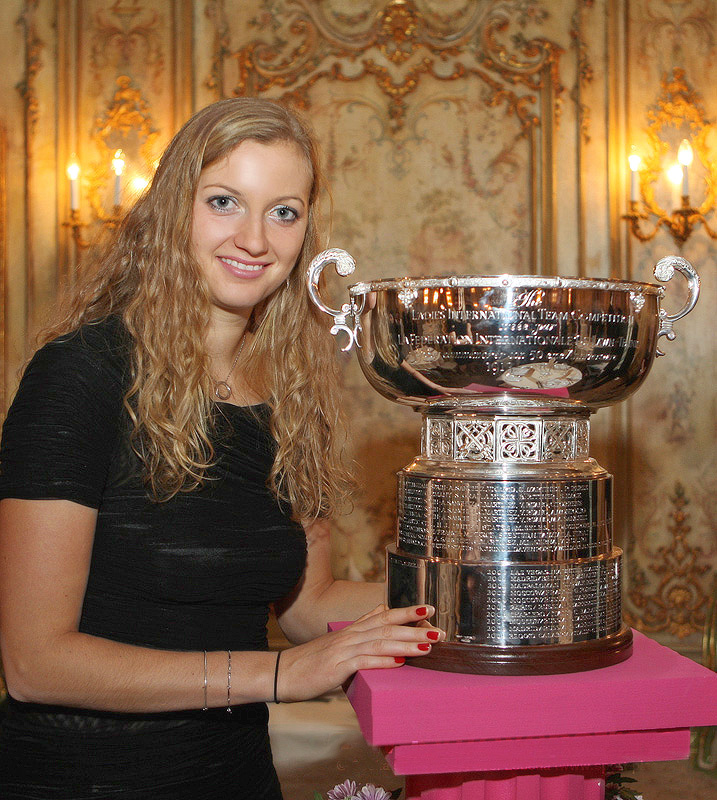
Kvitová en Moscú con el trofeo de campeona de la Fed Cup

En la Fed Cup 2014, Kvitová ganó su dos partidos de semifinales ronda ante Vinci y Camila Giorgi. En la final ganó ante las alemanas Andrea Petkovic y Angelique Kerber para conquistar su tercer título con la selección de la República Checa.
[actualizar]

### 2021
Junto con el baloncestista Tomáš Satoranský fue la abanderada de la República Checa en la ceremonia de apertura de los juegos.

### 2025: Regreso tras la maternidad y retirada deportiva
Tras no haber jugado en 2024 debido al embarazo y al nacimiento de su primer hijo, Kvitová anunció el 3 de febrero de 2025 su intención de volver a la competición a finales de ese mes en el Abierto ATX de Austin, Texas. Allí, perdió por un set-up contra Jodie Burrage en primera ronda. Al mes siguiente, durante el Doble Sol, Kvitová recibió invitaciones para el cuadro principal de los Abiertos de Indian Wells y Miami. Sin embargo, también cayó en la primera ronda de ambos torneos ante Varvara Gracheva y Sofia Kenin, respectivamente.
Kvitová recibió otra invitación para el Abierto de Madrid, pero volvió a perder su primer partido, esta vez contra Katie Volynets en dos sets, a pesar de haber ganado 4-1 en el primer set. Utilizando su ranking protegido en su siguiente torneo, el Abierto de Italia, Kvitová finalmente consiguió su primera victoria desde que regresó de su baja por maternidad al derrotar a Irina-Camelia Begu en la primera ronda. Sin embargo, se retiró antes de su siguiente partido contra Ons Jabeur debido a una lesión en la parte inferior de la pierna derecha.
Kvitová utilizó su ranking protegido para participar en Roland Garros, su primera participación en un Grand Slam desde su regreso, pero perdió en su primer partido contra Viktorija Golubic en tres sets.
El 19 de junio, en un post en su cuenta de Instagram Kvitová anunció su intención de retirarse del tenis profesional después del Abierto de Estados Unidos 2025.

## Estilo de juego
Kvitová es conocida por su gran servicio, además de que es zurda. Durante el Campeonato de Wimbledon 2011, ella realizó 36 aces, la tercera marca femenina. Ella es conocida por su potente y pesado drive y revés; y a pesar de que no es de las más rápidas del circuito, compensa esta carencia jugando muy cerca de la línea de base.

## Vida personal
Kvitová comenzó a salir con el jugador de hockey checo Radek Meidl en junio de 2014. En diciembre de 2015, los medios de comunicación checos anunciaron oficialmente que la pareja estaba comprometida. La noticia fue confirmada posteriormente por Meidl y Kvitová. La pareja se separó en mayo de 2016, en agosto del 2021, admitió su relación con su entrenador Jiří Vaněk, se casaron en una ceremonia fastuosa el 23 de julio del 2023, tras casi un año después de haber admitido su romance, El 1 de enero del 2024, anuncio en su cuenta de Instagram que está embarazada y que se perderá gran parte de la temporada 2024 de tenis.

### Robo y ataque
El 20 de diciembre de 2016, Kvitová fue robada en su apartamento en Prostějov, República Checa, sufriendo múltiples laceraciones en los tendones y nervios de su mano izquierda y dedos mientras trataba de defenderse. El atacante armado con un cuchillo se fue con $ 192 en efectivo y se sospecha que es un hombre de treinta y tantos años Se sometió con éxito a una cirugía para reparar el daño en su mano, y se espera una recuperación de seis meses aproximadamente para recuperarse completamente. Tres días después, en su primera conferencia de prensa desde su cirugía, Kvitová reveló que había recuperado el movimiento en su mano izquierda.
A principios de enero de 2017, se informó que la recuperación de Kvitová iba de acuerdo con el plan y que ella había comenzado a hacer ejercicios con los dedos lesionados. Además, su club de tenis local ofreció una recompensa de 100 000 coronas checas por información que condujera al paradero de su atacante. Aproximadamente dos semanas después, Kvitová reveló en las redes sociales que se habían eliminado todas las suturas de sus heridas. A finales de ese mes, la policía checa reveló durante una sesión informativa sobre la investigación en curso sobre que Kvitová fue atacada como parte de un plan de chantaje fue descartada.
Para marzo de 2017, Kvitová había recuperado el uso de su mano izquierda y ahora podía usarla para actividades diarias sin complicaciones. Su recuperación psicológica también estaba en camino, y había completado su entrenamiento físico en las Islas Canarias. El mes siguiente, luego de un buen progreso en su recuperación, provisionalmente dejó su nombre para el Roland Garros. A principios de mayo, después de más de cuatro meses de recuperación, se reveló que Kvitová había regresado a los tribunales de práctica.
El 23 de mayo de 2017, Kvitová anunció que jugaría Wimbledon el mes siguiente y tomaría una decisión de último minuto, más adelante en la semana, sobre si competir en Roland Garros. Posteriormente, Kvitová confirmó su participación en el último evento, lo que marcó su regreso a la competencia donde derrotó a la estadounidense Julia Boserup en su primer partido.
Casi un año después del ataque, el 16 de noviembre de 2017, la policía checa anunció que había archivado las investigaciones sobre el ataque, ya que aún no han identificado al atacante. Luego, en mayo de 2018, se reveló que se había detenido a un sospechoso. Más de cinco meses después, un fiscal estatal checo reveló que un hombre de 33 años no identificado fue acusado de asalto por un ataque con cuchillo a una mujer en Prostějov el 20 de diciembre de 2016, donde la fecha y la ubicación coinciden con las del ataque de Kvitová.

## Premios y reconocimientos
2010
- Jugadora Novata del Año en la WTA.

2011
- Jugadora del Año en la WTA.
- Jugadora de Mayor Progreso en la WTA.
- Premio Karen Krantzcke.
- Jugadora Revelación de la WTA (elegida por los aficionados).
- Tenista del Año de la ITF.[43]
- Deportista checa del año.[44]

2012
- Ganadora del US Open Series.

## Títulos de Grand Slam

### Individual

#### Títulos (2)
| Año  | Campeonato | Oponente en la final | Resultado |
| 2011 | Wimbledon  | María Sharápova      | 6-3, 6-4  |
| 2014 | Wimbledon  | Eugénie Bouchard     | 6-3, 6-0  |

#### Finalista (1)
| Año  | Campeonato           | Oponente en la final | Resultado        |
| 2019 | Abierto de Australia | Naomi Osaka          | 6-7(2), 7-5, 4-6 |

## Títulos WTA (31; 31+0)

### Individual (31)
| Leyenda                                |
| Grand Slam (2)                         |
| Juegos Olímpicos (0)                   |
| WTA Tour Championships/Finals (1)      |
| WTA Elite Trophy (1)                   |
| P. Mandatory & Premier 5, WTA 1000 (9) |
| Premier, WTA 500 (14)                  |
| International, WTA 250 (4)             |

| Títulos por superficie |
| Dura (20)              |
| Hierba (6)             |
| Tierra batida (5)      |

| N.º | Fecha                    | Torneo             | Superficie        | Oponente en la final | Resultado        |
| 1.  | 17 de enero de 2009      | Hobart             | Dura              | Iveta Benešová       | 7-5, 6-1         |
| 2.  | 8 de enero de 2011       | Brisbane           | Dura              | Andrea Petković      | 6-1, 6-3         |
| 3.  | 13 de febrero de 2011    | París              | Dura (i)          | Kim Clijsters        | 6-4, 6-3         |
| 4.  | 8 de mayo de 2011        | Madrid             | Tierra batida     | Victoria Azarenka    | 7-6(3), 6-4      |
| 5.  | 2 de julio de 2011       | Wimbledon          | Hierba            | María Sharápova      | 6-3, 6-4         |
| 6.  | 16 de octubre de 2011    | Linz               | Dura (i)          | Dominika Cibulková   | 6-4, 6-1         |
| 7.  | 30 de octubre de 2011    | Tour Championships | Dura (i)          | Victoria Azarenka    | 7-5, 4-6, 6-3    |
| 8.  | 13 de agosto de 2012     | Montreal           | Dura              | Na Li                | 7-5, 2-6, 6-3    |
| 9.  | 25 de agosto de 2012     | New Haven          | Dura              | María Kirilenko      | 7-6(9), 7-5      |
| 10. | 23 de febrero de 2013    | Dubái              | Dura              | Sara Errani          | 6-2, 1-6, 6-1    |
| 11. | 28 de septiembre de 2013 | Tokio (Pacífico)   | Dura              | Angelique Kerber     | 6-2, 0-6, 6-3    |
| 12. | 5 de julio de 2014       | Wimbledon          | Hierba            | Eugénie Bouchard     | 6-3, 6-0         |
| 13. | 23 de agosto de 2014     | New Haven          | Dura              | Magdaléna Rybáriková | 6-4, 6-2         |
| 14. | 27 de septiembre de 2014 | Wuhan              | Dura              | Eugénie Bouchard     | 6-3, 6-4         |
| 15. | 16 de enero de 2015      | Sídney             | Dura              | Karolína Plíšková    | 7-6(5), 7-6(6)   |
| 16. | 9 de mayo de 2015        | Madrid             | Tierra batida     | Svetlana Kuznetsova  | 6-1, 6-2         |
| 17. | 29 de agosto de 2015     | New Haven          | Dura              | Lucie Šafářová       | 6-7(6), 6-2, 6-2 |
| 18. | 1 de octubre de 2016     | Wuhan              | Dura              | Dominika Cibulková   | 6-1, 6-1         |
| 19. | 6 de noviembre de 2016   | Elite Trophy       | Dura (i)          | Elina Svitólina      | 6-4, 6-2         |
| 20. | 25 de junio de 2017      | Birmingham         | Hierba            | Ashleigh Barty       | 4-6, 6-3, 6-2    |
| 21. | 4 de febrero de 2018     | San Petersburgo    | Dura (i)          | Kristina Mladenovic  | 6-1, 6-2         |
| 22. | 18 de febrero de 2018    | Doha               | Dura              | Garbiñe Muguruza     | 3-6, 6-3, 6-4    |
| 23. | 5 de mayo de 2018        | Praga              | Tierra batida     | Mihaela Buzărnescu   | 4-6, 6-2, 6-3    |
| 24. | 12 de mayo de 2018       | Madrid             | Tierra batida     | Kiki Bertens         | 7-6(6), 4-6, 6-3 |
| 25. | 24 de junio de 2018      | Birmingham         | Hierba            | Magdaléna Rybáriková | 4-6, 6-1, 6-2    |
| 26. | 12 de enero de 2019      | Sídney             | Dura              | Ashleigh Barty       | 1-6, 7-5, 7-6(3) |
| 27. | 28 de abril de 2019      | Stuttgart          | Tierra batida (i) | Anett Kontaveit      | 6-3, 7-6(2)      |
| 28. | 6 de marzo de 2021       | Doha               | Dura              | Garbiñe Muguruza     | 6-2, 6-1         |
| 29. | 25 de junio de 2022      | Eastbourne         | Hierba            | Jeļena Ostapenko     | 6-3, 6-2         |
| 30. | 1 de abril de 2023       | Miami              | Dura              | Elena Rybakina       | 7-6(14), 6-2     |
| 31. | 25 de junio de 2023      | Berlín             | Hierba            | Donna Vekić          | 6-2, 7-6(6)      |

#### Finalista (11)
| N.º | Fecha                  | Torneo               | Superficie        | Oponente en la final | Resultado        |
| 1.  | 19 de octubre de 2009  | Linz                 | Dura              | Yanina Wickmayer     | 3-6, 4-6         |
| 2.  | 18 de junio de 2011    | Eastbourne           | Hierba            | Marion Bartoli       | 1-6, 6-4, 5-7    |
| 3.  | 14 de abril de 2013    | Katowice             | Tierra batida (i) | Roberta Vinci        | 6-7(2), 1-6      |
| 4.  | 24 de agosto de 2013   | New Haven            | Dura              | Simona Halep         | 2-6, 2-6         |
| 5.  | 5 de octubre de 2014   | Pekín                | Dura              | María Sharápova      | 4-6, 6-2, 3-6    |
| 6.  | 1 de noviembre de 2015 | WTA Finals           | Dura (i)          | Agnieszka Radwańska  | 2-6, 6-4, 3-6    |
| 7.  | 22 de octubre de 2016  | Luxemburgo           | Dura (i)          | Monica Niculescu     | 4-6, 0-6         |
| 8.  | 26 de enero de 2019    | Abierto de Australia | Dura              | Naomi Osaka          | 6-7(2), 7-5, 4-6 |
| 9.  | 23 de febrero de 2019  | Dubái                | Dura              | Belinda Bencic       | 3-6, 6-1, 2-6    |
| 10. | 29 de febrero de 2020  | Doha                 | Dura              | Aryna Sabalenka      | 3-6, 3-6         |
| 11. | 21 de agosto de 2022   | Cincinnati           | Dura              | Caroline Garcia      | 2-6, 4-6         |

## Clasificación en torneos del Grand Slam
| Torneo                    | 2008         | 2009         | 2010         | 2011         | 2012         | 2013         | 2014         | 2015         | 2016 | 2017         | 2018         | 2019         | 2020         | 2021 | G-P   | Títulos |
| ------------------------- | ------------ | ------------ | ------------ | ------------ | ------------ | ------------ | ------------ | ------------ | ---- | ------------ | ------------ | ------------ | ------------ | ---- | ----- | ------- |
| Torneos Grand Slam        |              |              |              |              |              |              |              |              |      |              |              |              |              |      |       |         |
| Abierto de Australia      | -            | 1R           | 2R           | CF           | SF           | 2R           | 1R           | 3R           | 2R   | A            | 1R           | F            | CF           | 2R   | 25-12 | 0       |
| Roland Garros             | 4R           | -            | 1R           | 4R           | SF           | 3R           | 3R           | 4R           | 3R   | 2R           | 3R           | A            | SF           | 2R   | 29-11 | 0       |
| Wimbledon                 | 1R           | 1R           | SF           | G            | CF           | CF           | G            | 3R           | 2R   | 2R           | 1R           | 4R           | ND           | 1R   | 33-11 | 2       |
| Abierto de EE.UU.         | 1R           | 4R           | 3R           | 1R           | 4R           | 3R           | 3R           | CF           | 4R   | CF           | 3R           | 2R           | 4R           |      | 29-13 | 0       |
| Representación Nacional   |              |              |              |              |              |              |              |              |      |              |              |              |              |      |       |         |
| Juegos Olímpicos          | A            | No Celebrado | No Celebrado | No Celebrado | CF           | No Celebrado | No Celebrado | No Celebrado | SF   | No Celebrado | No Celebrado | No Celebrado | No Celebrado |      | 7-2   | 0       |
| Fed Cup                   | A            | SF           | SF           | G            | G            | SF           | G            | G            | G    | A            | G            |              |              |      | 26-7  | 6       |
| Campeonatos de Fin de Año |              |              |              |              |              |              |              |              |      |              |              |              |              |      |       |         |
| WTA Tour Championships    | Ausente      | Ausente      | Ausente      | G            | RR           | SF           | RR           | F            | A    | A            | RR           | RR           | ND           |      | 10-8  | 1       |
| WTA Elite Trophy          | No celebrado | No celebrado | No celebrado | No celebrado | No celebrado | No celebrado | No celebrado | A            | G    | A            | A            | A            | ND           |      | 4-0   | 1       |
| WTA Premier Mandatory     |              |              |              |              |              |              |              |              |      |              |              |              |              |      |       |         |
| Indian Wells              | A            | 3R           | 2R           | 2R           | 3R           | CF           | 4R           | A            | CF   | A            | 3R           | 2R           | ND           | ND   | 13-9  | 0       |
| Miami                     | 1R           | 1R           | 2R           | 3R           | 2R           | 3R           | CF           | A            | 3R   | A            | 4R           | CF           | ND           | 4R   | 16-11 | 0       |
| Madrid                    | A            | 2R           | 1R           | G            | 2R           | 2R           | SF           | G            | 3R   | A            | G            | CF           | ND           | CF   | 34-8  | 3       |
| Beijing                   | A            | A            | 3R           | 2R           | 2R           | SF           | F            | 1R           | CF   | SF           | 1R           | CF           | ND           |      | 17-10 | 0       |
| Ranking                   | 44           | 62           | 34           | 2            | 8            | 6            | 4            | 6            | 11   | 29           | 7            | 7            | 8            |      | N/A   | N/A     |

## Competiciones ITF por Equipo (7)
| Leyenda             |
| Copa Federación (6) |
| Copa Hopman (1)     |

| #  | Fecha                   | Torneo      | Ubicación   | Superficie | Compañeras/o                                           | Oponentes en final                                                           |
| -- | ----------------------- | ----------- | ----------- | ---------- | ------------------------------------------------------ | ---------------------------------------------------------------------------- |
| 1. | 6 de noviembre de 2011  | Fed Cup     | Moscú       | Dura (i)   | Lucie Šafářová Květa Peschke Lucie Hradecká            | Svetlana Kuznetsova María Kirilenko Anastasiya Pavliuchenkova Yelena Vesnina |
| 2. | 7 de enero de 2012      | Copa Hopman | Perth       | Dura (i)   | Tomáš Berdych                                          | Marion Bartoli Richard Gasquet                                               |
| 3. | 4 de noviembre de 2012  | Fed Cup     | Praga       | Dura (i)   | Lucie Šafářová Andrea Hlaváčková Lucie Hradecká        | Ana Ivanović Jelena Janković Bojana Jovanovski Aleksandra Krunić             |
| 4. | 9 de noviembre de 2014  | Fed Cup     | Praga       | Dura (i)   | Lucie Šafářová Andrea Hlaváčková Lucie Hradecká        | Angelique Kerber Andrea Petković Sabine Lisicki Julia Görges                 |
| 5. | 15 de noviembre de 2015 | Fed Cup     | Praga       | Dura (i)   | Lucie Šafářová Karolína Plíšková Barbora Strýcová      | María Sharápova Anastasiya Pavliuchenkova Yekaterina Makárova Yelena Vesniná |
| 6. | 13 de noviembre de 2016 | Fed Cup     | Estrasburgo | Dura (i)   | Lucie Hradecká Karolína Plíšková Barbora Strýcová      | Alizé Cornet Caroline Garcia Kristina Mladenovic Pauline Parmentier          |
| 7. | 11 de noviembre de 2018 | Fed Cup     | Praga       | Dura (i)   | Kateřina Siniaková Barbora Strýcová Barbora Krejčíková | Danielle Collins Sofia Kenin Alison Riske Nicole Melichar                    |